# Гречневая каша
Гре́чневая ка́ша (от греч. γραικός — «грек») — каша, приготавливаемая из гречишного зерна, популярное блюдо русской, белорусской, украинской, литовской и польской кухонь.

## Приготовление
По свидетельству В. В. Похлёбкина, у славян для приготовления рассыпчатых каш издавна использовалась ядрица — крупа из цельных гречишных зёрен. Для сладких и полусладких каш на молоке зачастую применялась смоленская крупа. Дроблёную крупу (продел) использовали при готовке вязкой, так называемой «каши-размазни». В дореволюционных Западной Руси, Белоруссии и Литве для приготовления гречневой каши использовался вариант ядрицы, но без ребристой поверхности — велигорка.
Гречневая каша варится на воде (или молоке). Она может быть самостоятельным блюдом (часто употребляется с молоком, сливочным маслом, сахаром), а также использоваться в качестве гарнира. Является основным продуктом гречневой диеты.
Калорийность каши, сваренной на воде с добавлением сливочного масла, составляет 132 ккал на 100 граммов продукта (зависит от количества масла). Сырая гречневая крупа является медленным углеводом, что позволяет чувствовать сытость в течение долгого периода. Содержит большое количество витаминов В1, В2, В5, В6, а также богата на калий, кальций, магний, цинк, селен, медь, поэтому присутствует практически в любой диете и рекомендуется во время любых физических и умственных нагрузок.
Кроме гречневой каши, из гречневой крупы изготавливается ещё немало блюд: крупеник (гречневая каша, запечённая с творогом и яйцами), няня (бараний желудок, начинённый гречневой кашей, мозгами и ножками), гречневики (плотные хлебцы из гречневой муки).

## История
Гречневая каша — матушка наша, а хлебец ржаной — наш отец родной.
Горе наше — гречневая каша: есть не хочется, да и покинуть жаль.

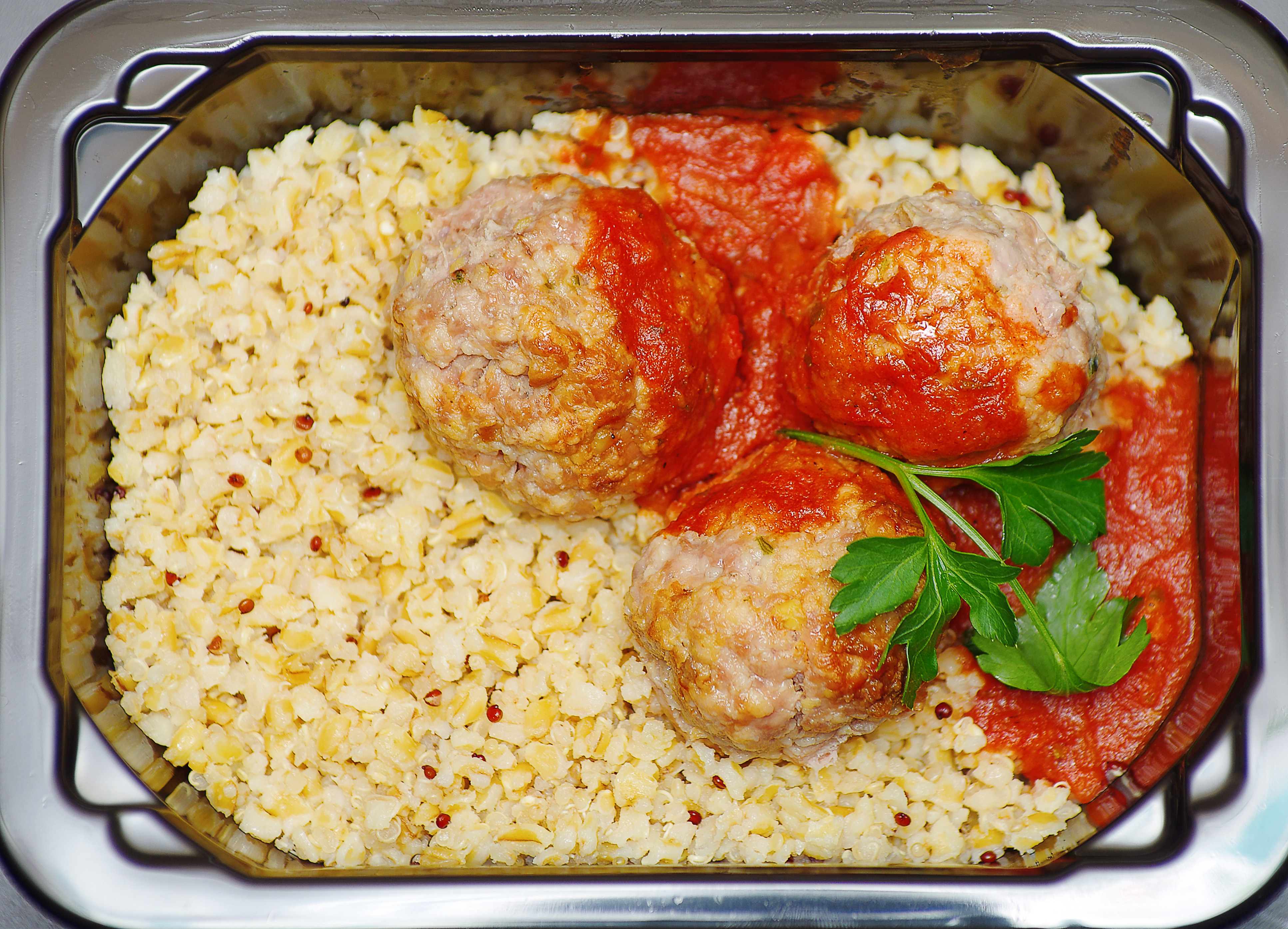
Белая гречневая каша с тефтелями

По мнению В. В. Похлёбкина, гречневая каша является вторым по значимости русским национальным блюдом. В его книге «История важнейших пищевых продуктов» пишется, что если в поговорках вида «щи да каша — пища наша», а также притчах, сказаниях, песнях, былинах встречается слово «каша», то оно обозначает именно гречневую, а не какую-либо другую. Гречка в этой книге называется «символом русского своеобразия», соединяющим качества, привлекающие народ: дешевизну, доступность, ясность в пропорциях и простоту в приготовлении.
В странах бывшего СССР каша часто ассоциируется с фронтовыми обедами Великой Отечественной войны, хотя среди красноармейцев не меньшей популярностью пользовались также пшённая и перловая каши.
По-польски варёная гречневая крупа называется kasza gryczana. Kasza может означать любой вид каши, а также является ссылкой на различные злаки, такие как просо (kasza jaglana) или перловая крупа (kasza jęczmienna perłowa). Годовое (2013) потребление круп на душу населения в Польше составляет около 1,56 кг (3,4 фунта) в год (130 г (4,6 унции) в месяц). Чешское родственное слово kaše ([kaʃɛ]) имеет более широкое значение, также включает картофельное пюре (bramborová kaše), гороховый пудинг (hrachová kaše).

### Гречневая каша в постном меню
Каша из гречневой крупы является одним из наиболее «значимых» блюд постного стола. Иван Шмелёв в своём произведении «Лето Господне» посвятил кушаньям из гречки следующие строки:

Зачем скоромное, которое губит душу, если и без того всё вкусно? <…> А жареная гречневая каша с луком, запить кваском! А постные пирожки с груздями, а гречневые блины с луком по субботам…
— Иван Шмелёв. Лето Господне.

## Пословицы и поговорки
- Гречневая каша — матушка наша, а хлебец ржаной — отец наш родной[14]
- Гречневая каша сама себя хвалит[15]
- Горе наше — гречневая каша: есть не сможется, отстать не хочется[16]